# Bundesstraße 460
Pour les articles homonymes, voir Route 460.
La Bundesstraße 460 est une Bundesstraße du Land de Hesse. Elle mène de Lorsch à Oberzent et est également connue sous le nom de Siegfriedstraße.

## Géographie
La B 460 commence à l'ouest sur la plaine du ried hessois dans le prolongement de la Landesstraße 3111, qui vient d'Einhausen vers le nord-ouest, avec un pont sur la B 47, qui a quatre voies ici et a une connexion sans intersection. À seulement un kilomètre à l'ouest de cette jonction se trouve la sortie de Lorsch de la Bundesautobahn 67 vers la B 47. La B 460 contourne Lorsch par l'est en direction de Heppenheim. Elle traverse d'abord la Weschnitz inférieure avec un seul pont à angle aigu et la Nibelungenbahn et parallèlement à celle-ci la Kreisstraße K 31, appelée Bensheimer Straße, à laquelle la B 460 est reliée par deux arches de liaison. Elle traverse ensuite le Vorderer Odenwald puis suit le cours du Pfalzbach. Elle traverse les villages de Wald-Erlenbach, Mitlechtern et Lauten-Weschnitz en succession rapide avant d'atteindre le fond de la vallée de la Weschnitz près de Lörzenbach et rejoint ici la Bundesstraße 38 sur 4 km. Elle partage avec elle la route de passage de la commune principale de Fürth et s'en sépare vers l'est par la route de passage de Krumbach. Son point final est le confluent avec la Bundesstraße 45 près d'Erbach.

## Histoire
Comme toutes les Bundesstraßen avec un numéro de série supérieur à 399, la B 460 n'était destinée au trafic régional sous la charge de la construction routière du gouvernement fédéral après 1960. Son parcours suit la route des vacances anciennement connue sous le nom de Siegfriedstrasse.

## Source
- (de) Cet article est partiellement ou en totalité issu de l’article de Wikipédia en allemand intitulé « Bundesstraße 460 » (voir la liste des auteurs).

1. ↑  (de) « Die Bundes- und Reichsstraßen in Deutschland - Nr. ab 399 » [archive du 15 octobre 2008], sur home.arcor.de (consulté le 18 juillet 2025)